# Províncies argentines per IDH

Províncies argentines per IDH, 2016.
> 0.880
0.880 – 0.860
0.860 – 0.840
0.840 – 0.820
< 0.820

Llistat de les províncies argentines ordenades per índex de desenvolupament humà (IDH) segons l'informe complet sobre desenvolupament humà (PNUD) Argentina, reporti del 2005 amb les dades dels anys 1995, 2000, 2002, 2004. La informació sobre l'IDH de les províncies es troben en el lloc d'internet del programa de les Nacions Unides per al desenvolupament humà de l'Argentina.
| Desenvolupament Humà Alt   |                        |        |        |        |        |
| 1                          | Ciutat de Buenos Aires | 0,8195 | 0,8377 | 0,8245 | 0,8360 |
| 2                          | Terra del Foc          | 0,7990 | 0,8214 | 0,8040 | 0,8231 |
| 3                          | Santa Cruz             | 0,8135 | 0,8229 | 0,8118 | 0,8190 |
| 4                          | Chubut                 | 0,7643 | 0,7795 | 0,7734 | 0,8157 |
| 5                          | Neuquén                | 0,7791 | 0,7950 | 0,7857 | 0,8006 |
| Desenvolupament Humà Mitjà |                        |        |        |        |        |
| 6                          | Río Negro              | 0,7725 | 0,7886 | 0,7793 | 0,7942 |
| 7                          | La Pampa               | 0,7656 | 0,7804 | 0,7781 | 0,7931 |
| 8                          | Mendoza                | 0,7682 | 0,7895 | 0,7762 | 0,7899 |
| 9                          | Córdoba                | 0,7771 | 0,7945 | 0,7730 | 0,7886 |
| 10                         | Buenos Aires           | 0,7642 | 0,7816 | 0,7656 | 0,7854 |
| 11                         | Santa Fe               | 0,7761 | 0,7923 | 0,7718 | 0,7851 |
| 12                         | La Rioja               | 0,7632 | 0,7728 | 0,7612 | 0,7772 |
| 13                         | San Juan               | 0,7593 | 0,7732 | 0,7629 | 0,7755 |
| 14                         | Entre Ríos             | 0,7493 | 0,7687 | 0,7568 | 0,7751 |
| 15                         | Tucumán                | 0,7484 | 0,7609 | 0,7494 | 0,7691 |
| 16                         | San Luis               | 0,7550 | 0,7819 | 0,7578 | 0,7679 |
| 17                         | Catamarca              | 0,7593 | 0,7752 | 0,7618 | 0,7672 |
| 18                         | Salta                  | 0,7500 | 0,7695 | 0,7539 | 0,7652 |
| 19                         | Corrientes             | 0,7330 | 0,7527 | 0,7369 | 0,7586 |
| 20                         | Santiago del Estero    | 0,7281 | 0,7592 | 0,7454 | 0,7569 |
| 21                         | Província del Chaco    | 0,7273 | 0,7523 | 0,7337 | 0,7552 |
| 22                         | Misiones               | 0,7275 | 0,7521 | 0,7297 | 0,7532 |
| 23                         | Formosa                | 0,7177 | 0,7301 | 0,7305 | 0,7465 |
| 24                         | Jujuy                  | 0,7124 | 0,7423 | 0,7358 | 0,7407 |